# Вассиан (Топорков)
Епископ Вассиан Топорков (последняя треть XV века — после августа 1560, Николо-Пешношский монастырь) — епископ Коломенский и Каширский, племянник Иосифа Волоцкого, брат Досифея (Топоркова).

## Биография
Из древней дворянской семьи, чьи родовые земли в XV веке — сёла Спасское-Клобуково (Каблуково) и Топорково — находились под Москвой в бассейне реки Вори, а также в Кинельском стане Переяславского уезда. Монашеские имена его родителей — Евфимий и Юлия.
Вассиан начал свой монашеский путь в Иосифовом Волоколамском монастыре, где был пострижен преподобным Иосифом. Участвовал вместе с братом в росписи Успенского собора монастыря, летописец относит это событие к концу 1485 года. Некоторые исследователи полагают, что Вассиан, живя в Волоколамском монастыре, учился иконописному мастерству у Феодосия, сына Дионисия.
На протяжении всей жизни Вассиан поддерживал отношения с Волоколамской обителью: в сент. 1515 г. он приезжал сюда на погребение преподобного Иосифа. В описях книг Волоколамского мон-ря 1545, 1573 и 1591 гг. упоминается вклад Коломенского епископа — Псалтирь с восследованием «заставицы и строки золотом писаны, Тапаркова писмо Венедиктово» (Книжные центры. С. 28, 60). Вассиан делал также денежные пожертвования.
После июня 1511 года Вассиан был поставлен во игумена Николо-Пешношского монастыря.
21 мая 1522 года поставлен во игумена Соловецкого Спасо-Преображенского монастыря.
2 апреля 1525 года состоялась хиротония Вассиана во епископа Коломенского, которую возглавил митрополит Даниил.
В апреле 1525 года, будучи уже епископом, присутствовал на Соборе, на котором вместе с архимандритом московского Чудова монастыря Ионой обвинил Максима Грека и Силуана в произвольных переводах с греческого и искажении богослужебных текстов.
В мае 1531 года Вассиан и его брат Досифей не только поддержали на Соборе митрополита Даниила против старца Вассиана (Патрикеева), Вассиан выступил по этому делу в качестве одного из главных свидетелей.
Был доверенным человеком великого князя Василия III, особенно в последние годы его правления. Вассиан вместе с митрополитом Даниилом содействовал разводу правителя с бездетной Соломонией Юрьевной Сабуровой.
3 сентября 1532 года митрополит Даниил, архиепископ Кирилл Ростовский, епископы Вассиан и Досифей Крутицкий вместе с «архимандриты, и игумены, и священными соборы» освящали церковь Вознесения Господня в великокняжеской резиденции в селе Коломенском, воздвигнутую в честь рождения наследника престола — будущего царя Ивана IV.
В конце ноября — начале декабря 1533 года, во время предсмертной болезни Василия III, Вассиан в числе немногих имел право посещать великого князя, обсуждал с ним его завещание и монашеский постриг. 3 декабря 1533 года вместе с митрополитом Даниилом Вассиан причащал и соборовал великого князя,
4 декабря участвовал в его отпевании и погребении в Архангельском соборе Московского Кремля.
5-6 февраля 1539 года участвовал в избрании митрополита Иоасафа (Скрипицына).
16 марта 1542 года присутствовал на поставлении в митрополита Макария, с которым Вассиан состоял в дальнем родстве.
При епископе Вассиане в Коломне по повелению великого князя Василия III вместо деревянного был построен каменный кремль (1525—1530), имевший несколько въездных башен-ворот, украшенных рельефными изображениями на сюжеты Священного Писания.
В мае 1542 года епископ Вассиан был изгнан с кафедры и отправлен в Пешношский монастырь. Возможно, это было следствием военного переворота 2 января 1542 года, когда к власти вернулись князья Шуйские, ранее отстраненные от управления страной Вельскими. Шуйские убрали из руководства Церкви не только своих противников (митрополита Иоасафа), но и наиболее крупных деятелей, в числе которых оказался и Вассиан.
Влияние сосланного архиерея на церковные дела было восстановлено в начале 1550-х годов, очевидно, после возвышения на царской службе его родственника — дьяка И. Г. Клобукова, а также беседы Вассиана с Иваном Грозным, состоявшейся в мае 1553 года, во время посещения царём Пешношского монастыря. Курбский в своей «Истории» напоминал Иоанну Грозному, что во время этой встречи Вассиан советовал царю не иметь в своем окружении людей мудрее себя, так как это ослабит его власть. Обращаясь к Вассиану, Курбский обвиняет его в разжигании склонности царя к жестокости: «Только от тебя, Васьяна Топоркова, царь, будучи прелютостию наквашен, всех тех предреченных различными смерти погубил».
Курбский называет Вассиана («Васьяна бесного») среди участников Собора по делу благовещенского священника Сильвестра и окольничего А. Ф. Адашева-Ольгова в августе 1560 года.